# الجمعية الفلكية الأمريكية الجلسة 215

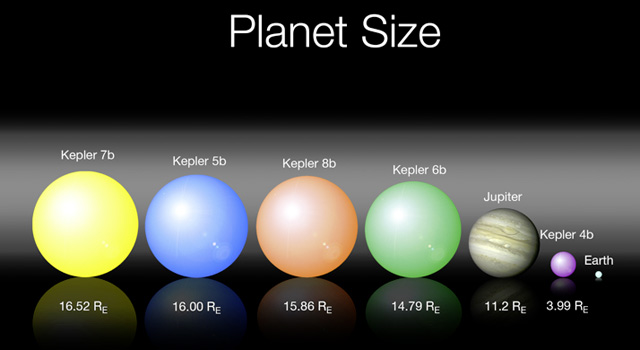
حجم اكتشافات الكواكب الخمسة الأولى بالمقارنة مع كوكب المشتري والأرض.اكتشف تلسكوب كيبلر الفضائي التابع لوكالة ناسا أول خمسة كواكب خارجية جديدة أو كواكب خارج المجموعة الشمسية. سمحت حساسية كبلر العالية لكل من الكواكب الصغيرة والكبيرة باكتشاف الكواكب الخارجية المسماة كيبلر 4 بي، 5 بي، 6 بي، 7 بي، 8 بي

انعقد الاجتماع 215 للجمعية الفلكية الأمريكية (ا.ا.س) في واشنطن العاصمة من 3 يناير إلى 7 يناير من عام 2010. وهو أحد أكبر اجتماعات علم الفلك التي عقدت على الإطلاق، حيث كان من المتوقع حضور 3500 عالم فلكي وباحث وتقديم أكثر من 2200 عرض تقديمي علمي. تم وصف الاجتماع بالفعل بأنه «أكبر اجتماع لعلم الفلك في الكون».تم الإعلان عن مجموعة من الاكتشافات، إلى جانب وجهات نظر جديدة للكون الذي نعيش فيه؛ مثل الكواكب الهادئة مثل الأرض - حيث يمكن أن تتطور الحياة على الأرجح، على الرغم من وجود وفرة من العقبات الكونية - مثل التي عانى منها كوكبنا في الماضي.

## مسح السماء بالاشعة تحت الحمراء

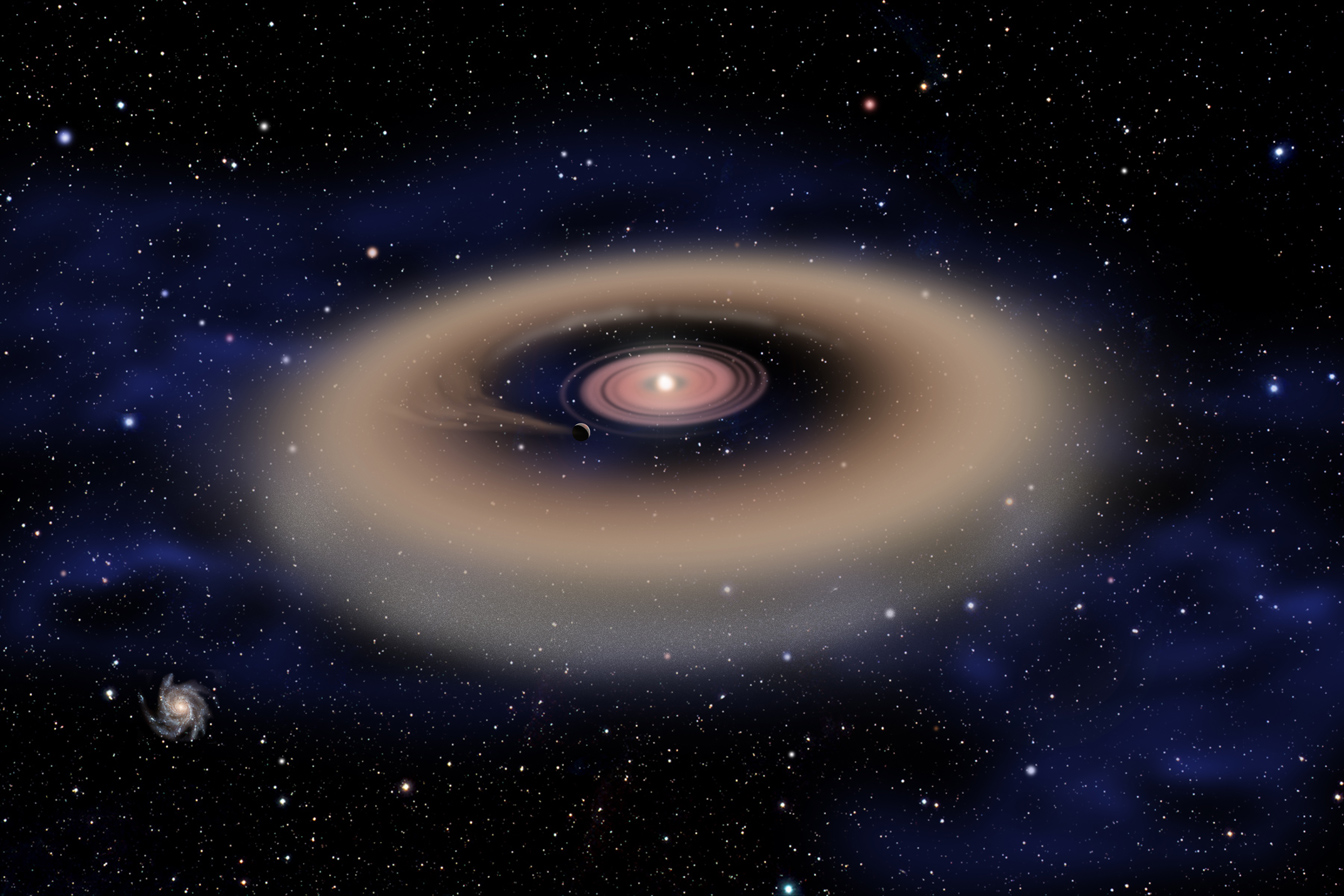
يتشكل الغاز العملاق الذي في الشكل من غاز إينستيلار و غبار نجم بروتو.

تتمثل مهمة ناسا في اكتشاف السماء عن طريق مسح السماء بأكملها بالاشعة تحت الحمراء(WISE) بنطاق واسع بحثا عن ملايين الكائنات المخفية، بما في ذلك الكويكبات والنجوم الساقطة والمجرات الضخمة. وسوف تكون البيانات الواردة من WISE التي أُطلقت في 14 ديسمبر/كانون الأول 2009 بمثابة أداة ملاحية للتحقيقات الأخرى في البعثات الفضائية، مثل تلسكوب هابل التابع لوكالة ناسا ومقراب سبيتزر الفضائي. تم تقديم الصورة الأولى في الاجتماع السنوي 215 (ا.ا.س). تم التقاط لقطة الأشعة تحت الحمراء لمنطقة في كوكب كارينا بالقرب من درب التبانة وبعد فترة وجيزة من إخراج تلسكوب لمسح غلافه. في رقعة من السماء أكبر بثلاث مرات من القمر، تظهر الصورة حوالي 3000 نجم في كوكب كارينا.

## تشكيل الكوكب حول نجوم ضخمة
كان التركيز على اكتشاف الكواكب الخارجية الجديدة على النجوم الشبيهة بالشمس.أثبت القوائم التي تضم أكثر من 400 كوكب خارج المجموعة الشمسية أن عمليات البحث هذه ناجحة، لأنه تم اكتشاف كواكب خارجية ذات أحجام مختلفة. ومع ذلك، فإن أنواع النجوم الأخرى هي أيضا مكان محتمل لاكتشاف كواكب خارجية جديدة. وتؤكد الأبحاث الجديدة التي أُعلن عنها في الاجتماع، أن تكوين الكوكب هو منتج ثانوي طبيعي لتكوين النجوم. تكوين الكوكب يحدث حتى حول النجوم التي تعد أكثر ضخامة بكثير من الشمس.ومع ذلك، فإن حياة النجوم التي تدور حول الكواكب قصيرة جدا ً لدرجة أن الحياة الذكية خارج الأرض ليست محتملة على الارجح، وشملت ذلك الدراسة للبحوث التي شاركها التلسكوب الفضائي سبيتزر حسب نوع النجوم AوB.

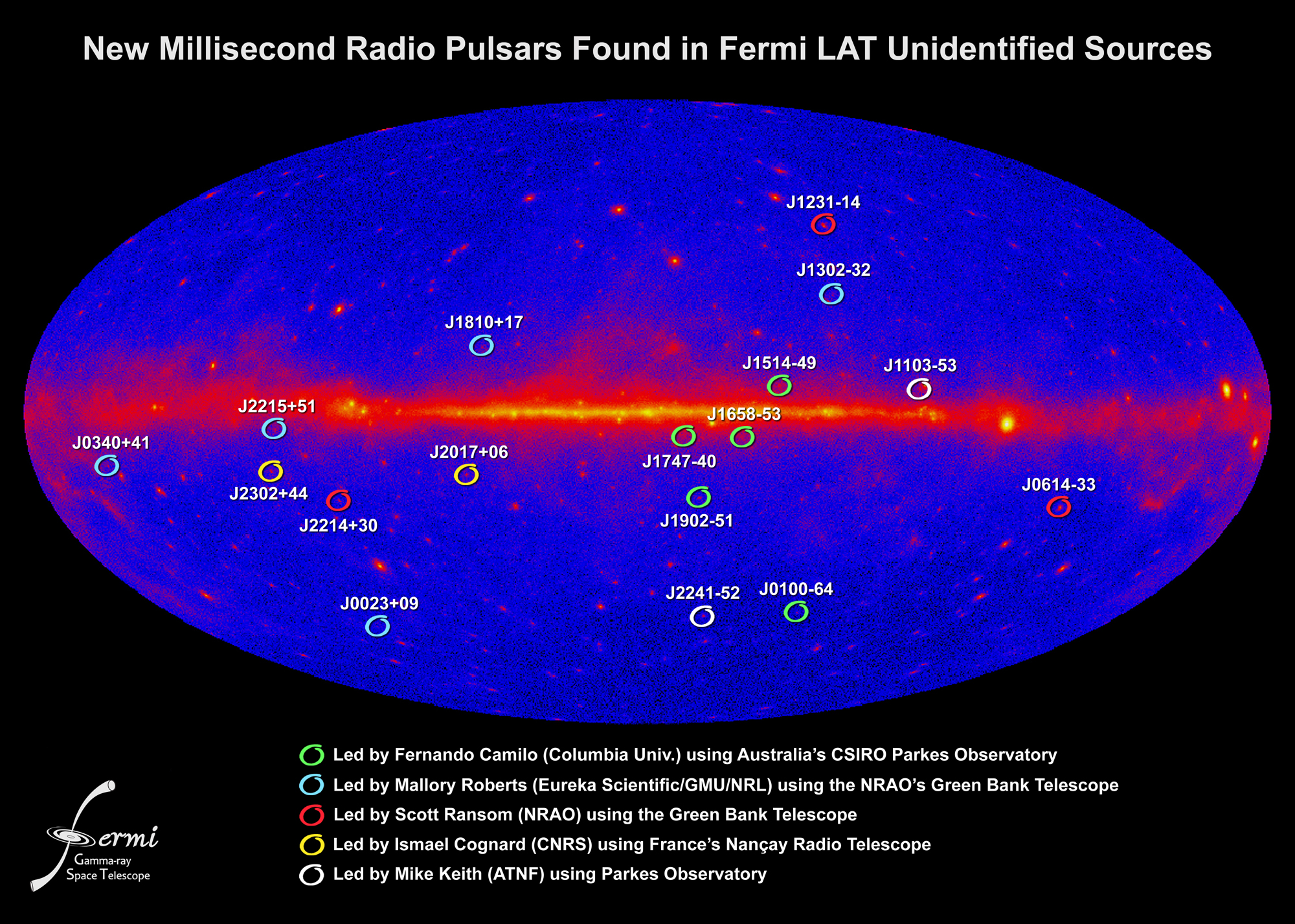
خريطة لسبعة عشر من النجوم النابضة المكتشفة حديثا في درب التبانة. درب التبانة في الخلفية والنجوم النابضة محاطة بدائرة.

## اكتشاف موجة الجاذبية
في غضون ثلاثة أشهر، تم اكتشاف سبعة عشر نجمًا نابضًا - النبض في الميلي ثانية واحدة - في مجرة درب التبانة. كشفت مصادر غير معروفة ذات طاقة عالية بواسطة تلسكوب فيرمي جاما راي الفضائي التابع لناسا عن وجود النجوم النابضة وموقعها. هذه سرعة متسارعة لاكتشاف مثل هذه الأشياء، والتي يمكن استخدامها كـ «نظام تحديد المواقع للمجرة» لاكتشاف موجات الجاذبية التي تمر بالقرب من الأرض. على الرغم من أن النجوم النابضة قديمة نسبيًا، إلا أنها لم تباطأ نظرًا لأن هذه النجوم النابضة بالميللي ثانية قد تم تدويرها وتجديدها بسرعة مع تراكم المادة من نجم مصاحب. مجموع 60 من النجوم النابضة المعروفة بميلي ثانية واحدة يخلق مجموعة من السماء تسمح لرصد دقيق لتغيرات الوقت واستخدام هذه المجموعة بالكشف المباشر الأول عن موجات الجاذبية.

## درجة الحرارة والجاذبية وهجرة الكوكب
وفقًا للنموذج الكلاسيكي لهجرة الكوكب، كان من المفترض أن يتم سحب الأرض إلى الشمس ككوكب أرضي إلى جانب الكواكب الأخرى. ومع ذلك، تم تقديم نموذج نظري جديد في الاجتماع السنوي، إنه يدل على أن الافتراض بأن قرصًا كوكبيًا أوليًا حول نجمة له درجة حرارة ثابتة عبر كامل نطاقه هو خطأ. أجزاء القرص غير شفافة بالفعل، وبالتالي لا يمكن تبريدها بسرعة عن طريق إشعاع الحرارة في الفضاء. يؤدي هذا إلى إنشاء اختلافات في درجات الحرارة عبر القرص، ولم يتم حساب هذه الاختلافات من قبل في النماذج التي تم تطبيقها. تعارض الاختلافات في درجة الحرارة الجاذبية الطبيعية للشمس (أو الشمس الأولية)، في وقت حرج أثناء تكوين الكوكب.

## تلسكوب كيبل

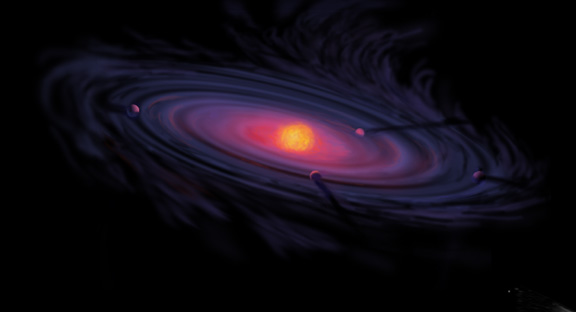
انطباع الفنان عن القرص الكوكبي.

في 4 يناير 2010، أعلن تلسكوب كيبلر الفضائي اكتشاف أول خمس كواكب خارجية جديدة لها، تسمى كيبلر 4 بي، كيبلر5 بي، كيبلر 6 ب، كيبلر7 ب، كيبلر8 ب. كان لهذه الكواكب الخارجية أحجام مماثلة لتلك الموجودة في نبتون إلى أكبر من كوكب المشتري، مع مدارات تتراوح من 3.3 إلى 4.9 أيام، وتتراوح درجات الحرارة المقدرة من 2200 درجة فهرنهايت إلى 3000 درجة فهرنهايت (1200 درجة مئوية إلى 1650 درجة مئوية).

## سوبر ايرث HD156668b

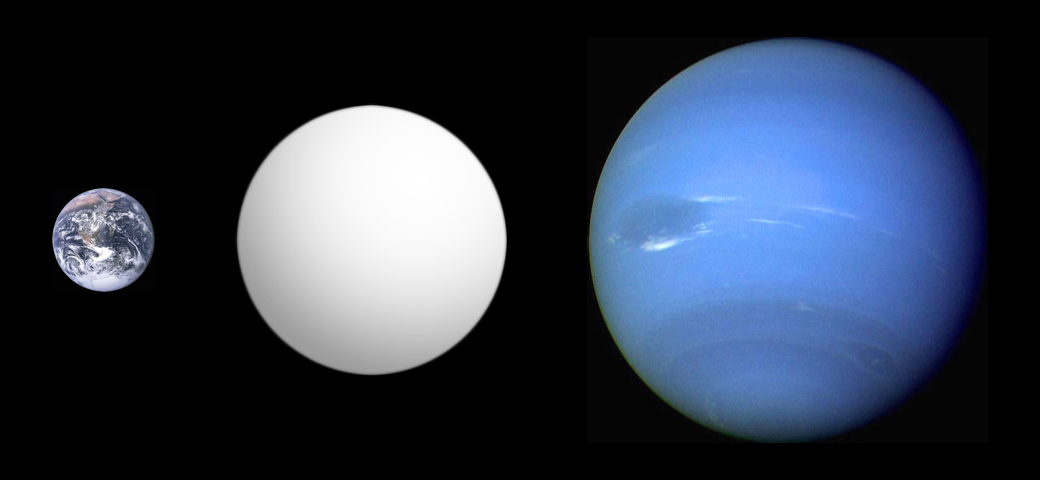
شكل توضيحي للحجم المستنتج لـ GJ 1214 b (الاوسط) حيث فاقة الأرض مقارنةً بالأرض ونبتون.

تم الكشف عن HD156668b، كوكب خارج المجموعة الشمسية فوق الأرض، في 7 يناير 2010، في الاجتماع 215 للجمعية الفلكية الأمريكية (AAS)، في واشنطن العاصمة.

### نظرة عامة
كوكب الأرض الخارق (super Earth) هو كوكب خارج المجموعة الشمسية مع كتلة بين كوكب الأرض وعمالقة الغاز في المجموعة الشمسية. يشير المصطلح super-Earth إلى كتلة الكوكب فقط ولا يعني أي شيء عن ظروف السطح أو قابليته للسكن.
أعلن أندرو هوارد من جامعة كاليفورنيا في بيركلي، اكتشاف الكوكب في الاجتماع 215 للجمعية الفلكية الأمريكية في واشنطن العاصمة.
في الاجتماع، تم تقديم تفاصيل النتائج لأول مرة من قبل مجموعة الأبحاث التي استخدمت تلسكوب (twin  Keck) في هاواي للكشف عن الكواكب الخارجية. مع عمل التليسكوب المزدوج كمرصد واحدعن طريق التداخل، تم تحديد أن HD156668b أكبر أربع مرات فقط من الأرض، وثاني أصغر كوكب خارج المجموعة الشمسية موجود حتى الآن.
هناك أكثر من 400 كوكب خارج المجموعة الشمسية حتى الآن تم اكتشافه، ولا يُصنف سوى عدد قليل جدًا من فئة super Earth. أصبح العثور على كواكب مثل (HD156668b) والتي هي أقرب إلى الأرض في الحجم أولوية في علم الفلك. على سبيل المثال: مهمة Kepler ، هي جزء من الاهتمام الشعبي المكثف المحيط باكتشاف مئات الكواكب التي تدور حول النجوم الأخرى. تلسكوب كيبلر مع ذلك لديه مهمة أكثر تحديدا - لاكتشاف المئات من الكواكب الأرضية التي يتم تعريفها على أنها كواكب خارج المجموعة الشمسية يتراوح حجمها بين نصف ومرتين.
تتمثل الأولوية في العثور على أولئك الذين يعيشون في المنطقة الصالحة لنجومهم حيث قد توجد مياه سائلة وربما حياة. تسمح الاكتشافات مثل HD156668b لعلماء الفلك مثل مجموعة أبحاث Keck بإثبات قدرتهم على العثور على كواكب أصغر وأصغر. في النهاية، ستسمح نتائج كتلك التي حصلت عليها مجموعة Keck ، ومهمة Keppler بوضع النظام الشمسي ضمن سلسلة متصلة من أنظمة الكواكب في المجرة.
HD156668b ، يعتبر قريبًا نسبيًا على بعد 80 سنة ضوئية فقط. هو في كوكبة هرقل. وفقًا للقياسات المبكرة، يبدو أنه يدور حول نجمه الأصلي مرة واحدة كل أربعة أيام (تقريبًا). كشف تمايل نجم الكوكب عن وجود HD156668b. 
احتمالية المحاذاة هي 0.5٪ للعثور على كوكب في مدار يشبه الأرض حول نجم يشبه الشمس، مقارنة بالكواكب العملاقة المكتشفة في مدارات لمدة أربعة أيام، فإن احتمال المحاذاة يشبه 10٪.
كما شارك في الدراسة باحثون آخرون من معهد كاليفورنيا للتكنولوجيا وجامعة ييل وجامعة ولاية بنسلفانيا.

## تحديث الثقب الاسود
كانت الثقوب السوداء إلى جانب البيانات الجديدة موضوعًا بارزًا في المؤتمر.

### أزواج الثقب أسود
تحتوي كل مجرة تقريبًا على ثقب أسود به كتلة من مليون إلى مليار مرة من كتلة الشمس. يوجد ثقب أسود فائق الضخامة يتكون من أكثر من 4 ملايين كتلة شمسية في وسط مجرة درب التبانة الخاصة بنا. مع تطور الكون غالباً ما تصطدم المجرات وتندمج، مما يخلق مجرات أكبر. وقد أدى ذلك إلى الافتراض بأن المجرات في منتصف الدمج يجب أن يكون لها فتحتان أسوديتان عظيمتان (زوج) يدوران حول بعضهما البعض. كانت التوقعات أن هذا يجب أن يكون ملاحظة مشتركة جنبا إلى جنب مع تصادم منتصف الدمج. ومع ذلك، فإن الملاحظة لم تثبت صحة هذا الافتراض. تم العثور على عدد قليل فقط من الأزواج المدارية. عندما لا تتطابق الملاحظة مع التوقعات، فإن هذا يطرح مشاكل لنظريات كيف تندمج المجرات وتنمو.
تم تغيير هذه الإحصاءات مؤخرًا، تم اكتشاف مؤخرًا 33 زوجًا من الثقوب السوداء الفائقة الدوران. أول 32 زوجًا من استطلاع DEEP2 Galaxy Redshift الذي أجري باستخدام تلسكوب Keck II على Mauna Kea في هاواي حدد هذا المسح الثقب الأسود الذي كان يتحرك نحو الأرض في ذلك الوقت. عندما يتحرك الثقب الأسود باتجاه الأرض يكون ضوءه أزرقًا وهذا يعني أن طوله موجي أقصر. تم التعرف على الأزواج المدارية من خلال البحث عن حالات عندما تم تحريك أحد الثقب الأسود وتحول الآخر إلى اللون الأحمر. تدور الأزواج مع بعضها البعض بسرعة 200 كم في الثانية، على بعد عدة آلاف من السنوات الضوئية.

### كتلة الثقب الاسود المتوسطة

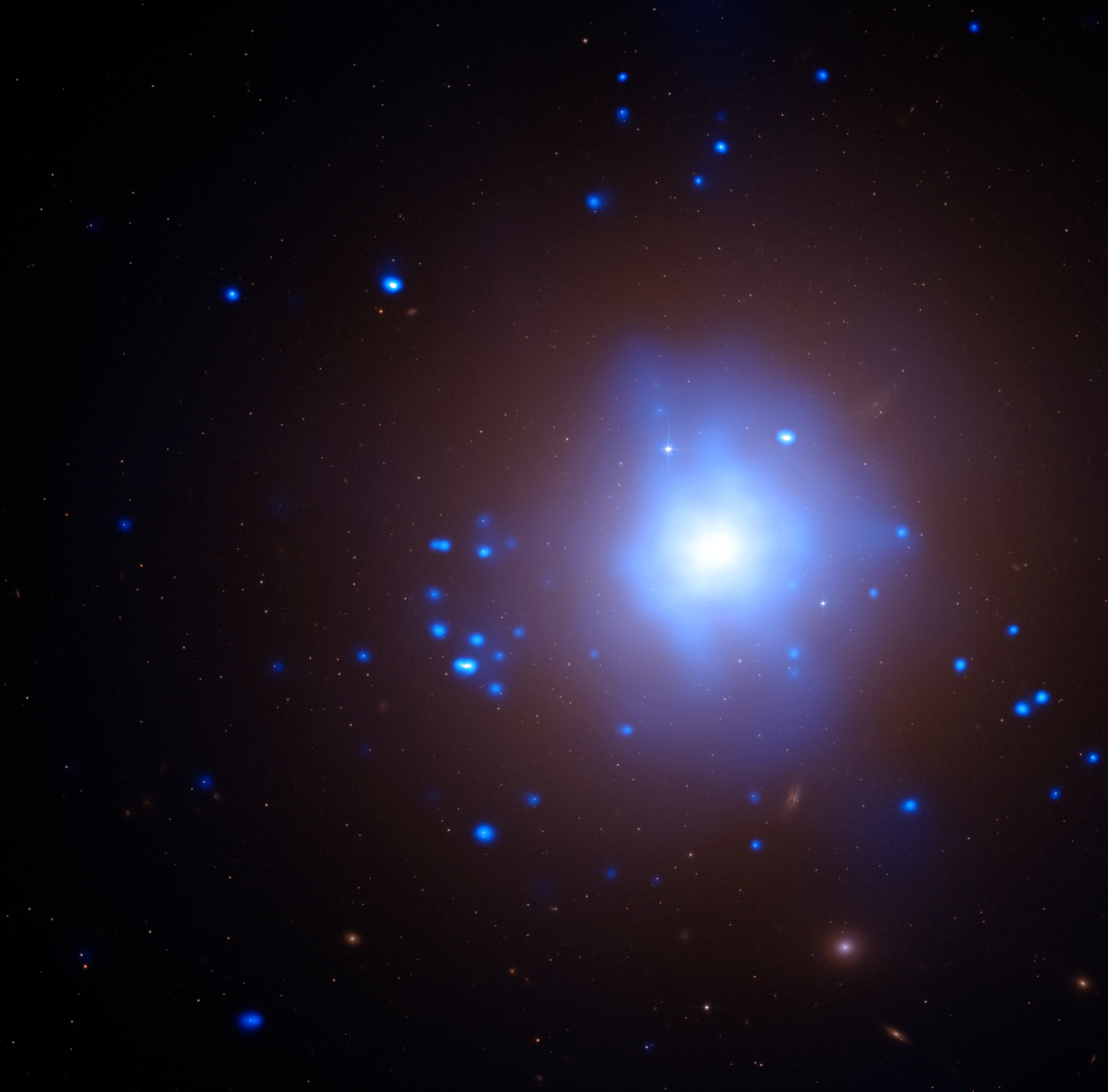
في هذه الصورة، تظهر الأشعة السينية من مرصد تشاندرا الفضائي للاشعة السينية باللون الأزرق ويتم تراكبها على صورة بصرية من تليسكوب هابل الفضائي. تظهر ملاحظات تشاندرا أن هذا الكائن هو مصدر أشعة سينية شديد السطوع (مصدر اشعة اكس فائق التألق). Credit: X-ray: NASA/CXC/UA/J. Irwin et al; Optical: NASA/STScI ----

في مجموعة كروية من 65 مليون سنة ضوئية من الأدلة على الأرض تتراكم أن الثقب الأسود ألف مرة أكبر من الشمس، تسببت في تدمير نجم قزم أبيض، يبدو أن القزم الأبيض يسخن أثناء سقوطه باتجاه الثقب الأسود، يُنشئ هذا الحدث مصدر أشعة سينية فلكية مكثفًا، يُطلق عليه مصدر أشعة سينية شديد السطوع. يدل هذا النوع من مصدر الأشعة السينية القوي على أنه أكثر إشراقًا من أي مصدر أشعة سينية نجمي معروف، ولكنه أقل إضاءة من كثافة الأشعة السينية للثقوب السوداء الفائقة الكتلة مما يضعه في نطاق الثقب الأسود الوسيط النظري. بقيت طبيعتها الدقيقة لل ULXs غامضة، ولكن أحد الاقتراحات هو أن بعض ULXs ثقوب سوداء مع كتل ما بين حوالي مائة وآلاف المرات من الشمس.
يبدو أن مزيجًا من العناصر الطبيعية المكتشفة يشير إلى أن المصدر الفعلي لانبعاثات الأشعة السينية هو حطام من القزم الأبيض. إذا كان الدليل يوثق الملاحظات من مرصد تشاندرا للأشعة السينية التابع لناسا ومنظار ماجلان، فهذا يعني أول مراقبة فعلية لثقب أسود متوسط. علاوة على ذلك ستكون أول ملاحظة مؤكدة لثقب أسود يدمر نجمًا. وسيدعم النظريات التي تشير إلى وجود ثقوب سوداء متوسطة في مجموعات كروية.
قبل ذلك، قيل إن الثقوب السوداء الفائقة الكتلة في مراكز المجرات يجب أن تعزى إلى تعطيل النجوم وتدميرها. ومع ذلك فإن مراقبة مثل هذا الحدث في كتلة كروية هي الأولى. حتى الآن لم يتم قبول أي مرشح لثقب أسود متوسط على نطاق واسع.

### مرشح محتمل

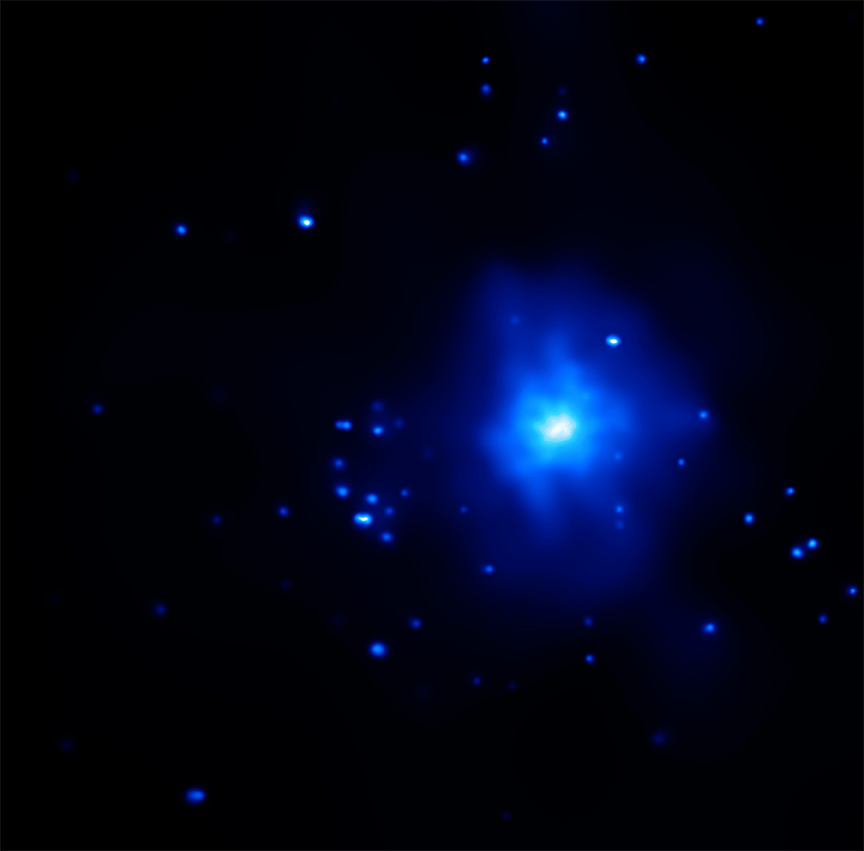
.صورة لحدث الثقب الأسود المتوسط بواسطو مرصد تشاندرا الفضائية للاشعة السينية، Credit: X-ray: NASA/CXC/UA/J. Irwin et al; Optical: NASA/STScI ----

توفر البيانات التي تم الحصول عليها في الضوء البصري بواسطة تلسكوبات Magellan I و II في Las Campanas ، شيلي، معلومات مثيرة حول هذا الكائن، والتي توجد في المجرة الإهليلجية NGC 1399 في مجموعة مجرة Fornax. يكشف الطيف عن انبعاثات من الأكسجين والنيتروجين ولكن لا يوجد هيدروجين، وهي مجموعة نادرة من الإشارات من داخل التجمعات الكروية. تشير الظروف المادية المستخلصة من الأطياف إلى أن الغاز يدور حول ثقب أسود لا يقل عن 1000 كتلة شمسية.
لتفسير هذه الملاحظات، يشير الباحثون إلى أن نجمًا قزمًا أبيض قد انحرف عن قربًا من ثقب أسود متوسط الكتلة وتمزقه قوى المد والجزر. الثقب الأسود هو ابتلاع المواد من نجم القزم الأبيض وسرعة المواد تعني حجم الثقب الأسود. في هذا السيناريو، يتم إنتاج انبعاث الأشعة السينية بواسطة حطام نجم قزم أبيض متعطل يتم تسخينه أثناء هبوطه نحو الثقب الأسود، ويأتي الانبعاثات الضوئية من حطام بعيد تضيؤه أشعة إكس هذه.
هناك جانب آخر مثير للاهتمام لهذا الكائن وهو أنه يوجد داخل مجموعة كروية، وهي مجموعة قديمة جدًا، ضيقة جدًا من النجوم. لطالما اشتبه علماء الفلك في أن الكتل العنقودية تحتوي على ثقوب سوداء متوسطة الكتلة، ولكن لم يكن هناك دليل قاطع على وجودها هناك حتى الآن. إذا تم تأكيد ذلك، فإن هذا الاستنتاج سيمثل أول إثبات من هذا القبيل.

## مجرة الظلام ومسألة الهالة
درب التبانة، وربما معظم المجرات الأخرى أيضًا محاط بهالة من المواد المظلمة. تم تحديد شكل درب التبانة. يعد هذا البحث أول مرة يقوم فيها العلماء بقياس الشكل ثلاثي الأبعاد لهالة المادة المظلمة.

## معالم أخرى
سيتم توسيع هذا القسم.
إذا انفجر نجم قزم أبيض ضخم منذ ملايين السنين من الآن فقد يهدد الأرض.
أجرى تلسكوب هابل الفضائي أعمق نظرة على الكون حتى الآن، حيث كشف عن بعض المجرات البعيدة والأقرب لتتشكل بعد الانفجار الكبير.

## روابط خارجية
- الاجتماع 215 للجمعية الفلكية الأمريكية.
- Earth-Like Planets May Abound in the Milky Way.الجمعية الأمريكية لتقدم العلوم، العلوم الآن، أبريل 2010.